# Wijken en buurten in Lith
De Nederlandse gemeente Lith was tot 2011 (toen het gebied aan de gemeente Oss werd toegevoegd) voor statistische doeleinden onderverdeeld in wijken en buurten. De gemeente was verdeeld in de volgende statistische wijken:
- Wijk 00 Lith (CBS-wijkcode:080800)
- Wijk 01 Lithoijen (CBS-wijkcode:080801)
- Wijk 02 Oijen (CBS-wijkcode:080802)
- Wijk 03 Maren - Kessel (CBS-wijkcode:080803)

Een statistische wijk kan bestaan uit meerdere buurten. Onderstaande tabel geeft de buurtindeling met kentallen volgens het Centraal Bureau voor de Statistiek (2008):
| CBS-buurtcode | Buurtnaam                                 | Inwonertal | Opp. totaal (ha) | Opp. land (ha) | Ligging                |
| ------------- | ----------------------------------------- | ---------- | ---------------- | -------------- | ---------------------- |
| BU08080000    | Lith                                      | 2940       | 256              | 203            | Locatie in de gemeente |
| BU08080009    | Verspreide huizen Polder van Lith         | 100        | 759              | 754            | Locatie in de gemeente |
| BU08080100    | Lithoijen                                 | 780        | 217              | 192            | Locatie in de gemeente |
| BU08080101    | Teeffelen                                 | 150        | 44               | 44             | Locatie in de gemeente |
| BU08080108    | Verspreide huizen Polder van Teeffelen    | 140        | 905              | 846            | Locatie in de gemeente |
| BU08080109    | Verspreide huizen Polder van Lithoijen    | 100        | 650              | 643            | Locatie in de gemeente |
| BU08080200    | Oijen                                     | 740        | 29               | 29             | Locatie in de gemeente |
| BU08080209    | Verspreide huizen Polder Oijen            | 400        | 529              | 483            | Locatie in de gemeente |
| BU08080300    | Maren-Kessel                              | 690        | 39               | 39             | Locatie in de gemeente |
| BU08080301    | Maren                                     | 220        | 140              | 88             | Locatie in de gemeente |
| BU08080302    | Kessel                                    | 150        | 330              | 146            | Locatie in de gemeente |
| BU08080303    | 't Wild                                   | 110        | 50               | 50             | Locatie in de gemeente |
| BU08080309    | Verspreide huizen Polder het Laag Heemaal | 210        | 1603             | 1549           | Locatie in de gemeente |